# Marwa Amri
Marwa Amri, född den 8 januari 1989 i Tunis, är en tunisisk fristilbrottare.
Hon representerade Tunisien i kvinnors lättviktstävling i fristil vid Olympiska sommarspelen 2008, Olympiska sommarspelen 2012, Olympiska sommarspelen 2016 och Olympiska sommarspelen 2020.

## Karriär
Vid OS 2008 i kategorin 55 kg förlorade Amri i första omgången mot Jackeline Rentería.
Vid OS 2012 i kategorin 55 kg besegrade hon Um Ji-Eun i kvalifikationmatchen, men blev själv besegrad av Sofia Mattsson i 1/8-finalen.
Hon tog OS-brons i lättvikt i samband med de olympiska tävlingarna i brottning 2016 i Rio de Janeiro. 
År 2020 fick Amri guldmedalj i damernas fristil 62 kg vid Afrikamästerskapet i brottning 2020. Hon kvalificerade sig vid den olympiska kvalificeringsturneringen för Afrika och Oceanien 2021 för att representera Tunisien vid Olympiska sommarspelen i Tokyo, Japan.
Vid olympiska sommarspelen 2020 i Tokyo tävlade Amri i 62-kilosklassen, där hon blev utslagen i åttondelsfinalen mot Henna Johansson.

## Privatliv
Amri är den äldsta av fyra barn. Hennes far dog när hon var nio. Hon började brottas när hon var 11. Även om en av hennes yngre systrar också tog upp sporten slutade hon snabbt.
Trots brist på finansiering, faciliteter och kvinnliga träningspartners, fortsatte Amri och deltog i världsmästerskap och afrikanska mästerskap genom statlig finansiering.
Amri har en examen i idrott och hälsa.